# 拉貢納 (亞利桑那州尤馬縣)
拉貢納（英語：Laguna）是位於美國亞利桑那州尤馬縣的一個非建制地區。該地的面積和人口皆未知。

## 地理
拉貢納的座標為32°49′08″N 114°29′08″W / 32.81889°N 114.48556°W，而該地的平均海拔高度為48米（即157英尺）。